# Cadaba capparoides
Cadaba capparoides är en kaprisväxtart som beskrevs av Dc. Cadaba capparoides ingår i släktet Cadaba och familjen kaprisväxter. Inga underarter finns listade i Catalogue of Life.